# Вилменрод
Вилменрод (њем. Willmenrod) општина је у њемачкој савезној држави Рајна-Палатинат. Једно је од 192 општинска средишта округа Вестервалд. Према процјени из 2010. у општини је живјело 686 становника. Посједује регионалну шифру (AGS) 7143312.

## Географски и демографски подаци
Вилменрод се налази у савезној држави Рајна-Палатинат у округу Вестервалд. Општина се налази на надморској висини од 305 метара. Површина општине износи 3,6 km². У самом мјесту је, према процјени из 2010. године, живјело 686 становника. Просјечна густина становништва износи 189 становника/km².